# Telediffusione

Antico monoscopio della sede Rai di Torino che ricorda la telediffusione sperimentale nel 1949

La telediffusione (television broadcasting technics) indica la tecnica della trasmissione (via etere o via cavo) a distanza, di immagini in movimento.

## Storia
Nata a livello applicativo nel 1928 negli Stati Uniti, la telediffusione ha permesso la nascita dapprima della televisione privata in America, e poi la nascita della televisione pubblica in Europa, completatasi entro il 1960.
A partire dal secondo dopoguerra rappresenta una fra le tecniche all'avanguardia del settori telecomunicazioni ed ha implicazioni nel settore della informatica.

## Generalità
In tutti gli Stati coinvolti, tale tecnica si sviluppa a partire dai fondamenti della radiodiffusione, che decenni prima aveva portato alla nascita ed allo sviluppo della radio. Il suo funzionamento si appoggia su opportune infrastrutture di telecomunicazioni (broadcasting) simili a quelle radiofoniche (antenna a dipolo), trasmettendo il segnale entro una certa banda di frequenza in modalità analogica o digitale, e la loro copertura può essere locale, regionale o nazionale.

## Terminologia

### Nella televisione
- Il termine ha uno stampo latino. In tutte le lingue neolatine "telediffusione" (etimo. greco-latina: tele-dis-fundere, letteralmente: trasmettere a distanza) ha designato una tecnica nata nella tecnica della radiodiffusione, con lo scopo di aggiungere il video al suono della radio. Così nel francese abbiamo la "télédiffusion", nello spagnolo la "teledifusión", nel portoghese la "teledifusão", nel rumeno la "teledifuziune", nel catalano la "teledifusió".

Inoltre moltissime televisioni pubbliche europee contengono nella loro denominazione, e nelle rispettive lingue, il termine "telediffusione" o "telediffusore".
- Da parte della lingua inglese non vi è stata disponibilità ad anglicizzare e recepire un termine analogo a "telediffusion" per indicare l'insieme dei sistemi di trasmissione della televisiva pubblica dei paesi europei.
- Il termine inglese per tradurre "telediffusione" è "television broadcasting technics" tenendo conto che il termine "broadcasting" è estremamente generico ed ingloberebbe qualsiasi tipo di trasmissione, se non specificata, compresa quella internet.
- Parallelamente il termine inglese per tradurre "radiodiffusione" è "radio broadcasting technics".
- Il termine "telediffusione" non va confuso con la locuzione "televisione terrestre", poiché trattasi di locuzione molto più recente nata per distinguere la terrestre dalla "televisione satellitare". I trasmettitori all'origine della televisione erano collocati sulla Terra ma non si usava l'aggettivo terrestre, semplicemente perché non esistevano ancora trasmettitori satellitari.
- Il termine "teleradiodiffusione" ingloba telediffusione e radiodiffusione.

### Nella radiofonia
Il termine "radiodiffusione" è ambiguo specie se usato al plurale ("radiodiffusioni"). Esso in un senso significa univocamente "radiodiffusione", in altro senso indica anche la "telediffusione". Ciò nulla toglie alla specificità della nozione di "telediffusione". La ambiguità più che nel linguaggio, capace di fare distinzione, sta nei testi giuridici contenenti le prime normative del nuovo fenomeno che emergeva in anni successivi allo sviluppo della radio.